# قلعه دختر کلاک
قلعه دختر کلاک مربوط به دوره سلجوقیان - دوره ایلخانی است و در شهرستان کرج، بخش مرکزی، روستای کلاک واقع شده و این اثر در تاریخ ۱۷ اسفند ۱۳۸۱ با شمارهٔ ثبت ۸۰۰۴ به‌عنوان یکی از آثار ملی ایران به ثبت رسیده است.